# ليز كارموش
ليز كارموش (بالإنجليزية: Liz Carmouche؛ مواليد 19 فبراير 1984) هي مُقاتلة فنون قتالية مختلطة أمريكية.

## وصلات خارجية
- ليز كارموش على موقع يو إف سي (الإنجليزية)
- ليز كارموش على موقع بيلاتور (الإنجليزية)
- ليز كارموش على موقع شيردوغ (الإنجليزية)
- ليز كارموش على موقع Tapology.com (الإنجليزية)
- ليز كارموش على موقع IMDb (الإنجليزية)
- ليز كارموش على موقع قاعدة بيانات الفيلم (الإنجليزية)